# Josep Espada i Virgós
Josep Espada i Virgós (Palafrugell, 7 de juny de 1912 - Barcelona, 7 d'octubre de 1989) fou un futbolista català dels anys 1930 i posteriorment entrenador.

## Trajectòria
Començà a jugar al FC Palafrugell a l'edat de 14 anys. En el club gironí es convertí en un jugador molt valorat pretès pels grans clubs de Barcelona. L'any 1934 ingressà al RCD Espanyol. Començà jugant d'interior dret i acabà de mig centre. Romangué al club fins a la Guerra Civil. Acabada la contesa jugà al Llevant-Gimnàstic i tres temporades al Girona FC, acabant retornant a l'Espanyol l'any 1943 per jugar la copa i la lliga de la temporada següent. Posteriorment, jugà al CE Constància, on descendí a Tercera Divisió (1945) després del polèmic enfrontament amb el Mallorca, amb controvertit arbitratge de Cruellas; i més endavant al Reus Deportiu com a jugador entrenador.
L'any 1947 retornà a l'Espanyol com a entrenador durant dues temporades. Espada fou un home de club. L'any 1955 retornà a la banqueta del club, fent tàndem amb Ricard Zamora, aconseguint salvar l'equip del descens després de disputar la fase de promoció. El tàndem continuà a la banqueta fins al 1957, any en què aconseguí arribar a la final de la Copa, en la qual l'Espanyol fou derrotat pel FC Barcelona per 1 a 0. La seva darrera etapa a la banqueta espanyolista fou el 1966, formant aquest cop tàndem amb Alfredo Di Stéfano, i aconseguint salvar l'equip novament del descens. A més de l'Espanyol fou entrenador del CE Alcoià, CD Tenerife, Girona FC, Terrassa FC i León de Guanajuato a Mèxic.
El 29 d'abril de 1988 va rebre la Medalla al Mèrit Esportiu de la Generalitat de Catalunya.

## Palmarès
RCD Espanyol
- Campionat de Catalunya de futbol: 
  - 1936-37